# Веселівська районна різнопрофільна гімназія
Гімна́зія (від грец. γυμνάζω «вправляюсь у гімнастиці») — навчальний заклад середньої освіти.

## Історична довідка

### 1993 рік. Веселівська районна гімназія.
До створення гімназії в 1993 році доклали певних зусиль: Чернова В. Я., Демиденко-Маслюк Л. В., Кривко І. О., О. В. Єфімов — завідувач рай ВНО, І. Г. Охріменко — представник Президента України в районі, А. П. Кройтар — голова районної ради народних депутатів, Г. С. Гудков — голова КСП ім. ЗЦОЩЗВОВЫЪВОФрунзе, А. О. Аксьоненко — завідувач фінвідділу райдержадміністрації. Ці люди присвятили своє життя пошуку істини, їх віра та сенс життя — це діяльність заради майбутнього України. Вони проповідують ідеї оптимізму та прогресу: там, де є творчість, нема страху; там, де любов до знань, — безмежні можливості; там, де є терпіння, не може бути поразки; там, де мужність, — там успіхи і досягнення.
 Дуже багато належить зробити, перш ніж мрія стане реальністю, але мрія виховувати обдарованих та здібних дітей здійснилася і рішенням сесії Веселівської районної Ради народних депутатів від 20.05.1993 року була відкрита районна гімназія науково-природничого напрямку.

Приміщення типове, проект на 271 учня. На перше вересня 1993 року до навчального закладу зараховано 168 учнів. Педагогічний колектив становить 25 вчителів. З них 3 мають звання «вчитель-методист», 4 — «старший вчитель», 7 мають вищу кваліфікаційну категорію.
Першим директором навчального закладу стає Чернова Віра Яківна.

Улітку 1994 року творча група вчителів гімназії розробляє ряд положень спрямованих на організацію виховної роботи. Так виникає організація дорослих і дітей «Гімназичне братство». Створено гімн гімназії, слова до якого написав російською мовою В. Д. Матвєєв, а музику А. П. Джуржий, аранжування та фонограмний запис зробив Є. В. Логай. Пізніше, у 2005 році, гімн буде перекладено на українську мову вчителями Гушуляк&С. В., Демидченко Л. В., Волошиним С. В., Логаєм Є. В. Словами девізу було обрано слова Луція Аннея Сенеки: «Non scholae, sed vitae discimus» («Вчимося не для школи, а для життя»).

19 жовтня 1993 року на святі «День гімназичного братства» прийнято звернення до учнів гімназії, поміщено в капсулу і закладено на території лівадіона.

З моменту створення, Веселівська гімназія є дійсним членом Асоціації «Відроджені гімназії України» президентом якої є Ярослав Турянський. А в 2002 році на ювілейній конференції (на той момент директору гімназії) Стогній Р. О. винесено Подяку за особливий внесок у відродження та становлення гімназій і ліцеїв.
 
З 1997 року гімназію очолює «вчитель-методист», спеціаліст вищої категорії Стогній Раїса Олексіївна.

На 2000 рік в гімназії навчаються 245 учні. Кількість класів-комплектів — 13, наповнюваність класів — 17 учнів. Заняття проводяться в одну зміну. У гімназії працюють 29 вчителів, з них: «вчителів-методистів» — 9, «старших вчителів» — 2, «вчителів спеціалістів вищої категорії» — 18. Навчально-виховний заклад орієнтований на роботу зі здібними та обдарованими дітьми, що мають достатні інтелектуальні здібності, стійку позитивну мотивацію до навчання.

За роки функціонування відпрацьована семестрово-залікова система організації навчально-виховного процесу за рекомендаціями С. І. Подмазіна. Проведено заміну класно-урочної системи на предметно-урочну, в основі якої лежить принцип варіативності навчання.

До 1998 року гімназія існувала як навчальний заклад науково-природничого напрямку (економічний та природничий профілі).

30.11.1998 розпорядженням голови райдержадміністрації № 534 затверджено Статут гімназії, де запроваджено наступні профілі: природничий (математика, біологія, географія, хімія) та суспільно-гуманітарний (історія, право, іноземні мови, українська та російська мови та літератури тощо). Виведено поглиблене вивчення математики, біології, історії, права, англійської мови.

З метою підвищення комп'ютерної грамотності учнів з 1 класу гімназії (5 класу середньої школи) викладається курс інформатики, введено в практику написання учнями творчих робіт та їх захист.

Організовано та вдосконалюється робота курсів за вибором, факультативів, студій (вокальної, хорової, хореографічної), фольклорного ансамблю. Для гімназистів щороку організовуються комплексні екскурсії та експедиції, які сприяють розвитку пізнавальних інтересів, загальнокультурних запитів, формуванню професійних інтересів.

З метою безперервного навчання з використанням сучасних науково-обґрунтованих методів активного здобуття знань гімназію введено в освітньо-науковий комплекс Таврійської державної агротехнічної академії, Запорізького університету державного та муніципального управління, Запорізького державного університету та Мелітопольського державного педагогічного університету.

Гімназія працювала в тісному контакті з асоціацією «Відроджені гімназії України» та багатьма ВНЗ області.

### 1997 рік. Веселівська загальноосвітня школа І-ІІІ ст. №3
На початку 80х років чисельність населення в селищі збільшується . Сш №1 та СШ №2 перевантажені і адміністрація району приймає рішення про будівництво нової школи. Перший секретар райкому партії Кириченко О. Н. вносить пропозицію районному архітектору Божко А. П., завідувачу райВНО Єфімову О. В. про вивчення ситуації та можливих шляхів її вирішення. Будівництво школи було розпочато в 1986 році. У зв'язку з відсутністю коштів перетворюється в довгобуд. І тільки в 1993 році тодішній голова Веселівської районної адміністрації, Левченко Д. В. зміг домогтися виділення необхідних коштів для закінчення будівництва. Директором нової, ще недобудованої школи з лютого 1995 року призначено Чміль Ніну Яківну.

Аж влітку 1997 року швидкими темпами було закінчено будівництво та завезено меблі. Урочисте відкриття Веселівської ЗОШ № 3 відбулося 1 вересня 1997 року. Школа розрахована на 860 місць, 24 класні кімнати, кабінети: хімії, біології, фізики, іноземної мови, 3 препараторські, комп'ютерний клас, 2 спортивні зали, актова зала, їдальня та бібліотека.

Нова школа в перший навчальний рік прийняла 630 учнів; педагогічний колектив складався з 40 вчителів з них вищу категорію мали — 10, першу — 13, другу — 6, спеціаліст — 11. Педагогічні звання: «старший вчитель» — 6, «учитель методист» — 2.

З 1997 року по 2005 рік ЗОШ № 3 закінчило 302 випускника. З них 32 учні отримали золоті та срібні медалі.

### 2005 рік. Реорганізація. Веселівська районна різнопрофільна гімназія.
11 років тому, у вересні вперше пролунав дзвоник у Веселівській районній гімназії, з того моменту гімназія невпинно сіє розумне, добре вічне в душах учнів, плекає в них людяність, гідність, розум, доброту і порядність. За цей час гімназія набула визнання та поваги і вважається одним з найкращих навчальних закладів не тільки району а й області. В статусі загальноосвітньої працювала ЗОШ №3, але рівнем своїх досягнень завжди ставила найвищі завдання.
Комунальний заклад Веселівська районна різнопрофільна гімназія Веселівської районної ради Запорізької області (далі гімназія) створена рішенням 19 сесії Веселівської районної ради Запорізької області 4 скликання від 12.05.2005р. за №12 шляхом злиття Веселівської загальноосвітньої школи I-III ст. №3 та Веселівської районної гімназії.

## Досягнення Веселівської районної різнопрофільної гімназії
До основних досягнень закладу можна віднести створення у період з 1993 по 1999 рік варіативної освітньої системи, яка надає право вибору учнями профілів навчання, освітніх програм, поглибленого вивчення предметів тощо. Розроблено нормативно-правові документи: Статут та Концепція гімназії, індивідуальний навчальний план, 16 авторських програм, положення про НМР, предметні кафедри, Наукове товариство учнів, учнівську організацію «Гімназичне братство», конкурси «Найкращий учень класу», «Найкращий з предмету», «Лідер гімназії», «Найкраща гімназична сім'я».

Про те, що педагогічний колектив працює над самовдосконаленням, говорять статистичні дані про підвищення якості знань учнів:
| Відсоток знань учнів за деякі навчальні роки |      |
| 1993—1994                                    | 38 % |
| 1994—1995                                    | 56 % |
| 1997—1998                                    | 65 % |
| 1998—1999                                    | 66 % |
| 1999—2000                                    | 70 % |
| 2000—2001                                    | 70 % |
| 2001—2002                                    | 70 % |

Учні беруть участь у Всеукраїнських олімпіадах на всіх рівнях, у тому числі і міжнародних:
- 1996—1997 рр. — ІІ місце з французької мови (вчитель — Тарасова О. А.), ІІІ місце з географії (вчитель — Можна В. Г.)
- 1997—1998 рр. — два ІІІ місця з французької мови (вчитель — Тарасова О. А.), ІІІ місце з географії (вчитель — Можна В. Г.).
- 1999—2000 рр. — два ІІІ місця з української мови та літератури (вчитель — Слічна Л. Г.), ІІ місце з біології (вчитель — Перекрест М. О.). У IV етапі олімпіад брав участь Мимриков А., а також в очному та заочному турах Соросівської олімпіади (вчитель — Перекрест М. О.). Обласна конференція МАН — ІІІ місце Мимриков А. з біології «Резус-фактор» (учитель — Перекрест М. О.),
- 2000—2001 н. р. — ІІ—ІІІ місця з української мови (вчитель — Слічна Л. Г.); ІІІ місце з англійської мови (вчитель —Кучерова С. А.) — профільна дисципліна; два ІІ місця з біології (вчитель — Перекрест М. О.) — профільна дисципліна. У IV етапі всеукраїнської учнівської олімпіади — ІІІ місце з біології (вчитель — Перекрест М. О.). Обласна конференція МАН — ІІ місце посів Остапчук Д. з англійської мови «Функціонування дієслова в сучасній англійській мові» (вчитель — Кучерова С. А.)
- Узимку 2000 року вчитель гімназії Кучерова Світлана Анатоліївна виборола призове місце в Українсько-американському конкурсі ЕКСЕЛ (за досягнення у викладанні), що дало змогу гімназії збагатити матеріально-навчальну базу на 2000 доларів. ІІІ місце посіла Малишко Ольга з історії «Остарбайтери» (вчитель — Ковальова Т. В.)
- 2001—2002 н. р. — два І місця з української мови (вчитель — Слічна Л. Г.), ІІ і ІІІ місця з української мови (вчитель — Слічна Л. Г.), І місце з географії (вчитель — Можна В. Г.). ІІ місце з біології (вчитель — Перекрест М. О.), два ІІІ місця з біології (вчитель — Перекрест М. О.). Для участі в IV етапі (регіональному) запрошена переможець ІІІ етапу Баранова Євгенія (вчитель — Слічна Л. Г.)

Порівняльний аналіз
участі гімназистів у ІІІ (обласному) етапі олімпіад
| Навчальний рік | Кількість учасників | Кількість переможців і призерів | Місця  | Місця  | Місця  |
|                |                     |                                 | І      | ІІ     | ІІІ    |
| 2001/2002      | 17                  | 9                               | 3 чол. | 3 чол. | 3 чол. |
| 2002/2003      | 19                  | 10                              | 4 чол. | 1 чол. | 5 чол. |
| 2003/2004      | 18                  | 13                              | 4 чол. | 4 чол. | 5 чол. |
| 2004/2005      | 12                  | 7                               | 2 чол. | 1 чол. | 4 чол. |

### Досягнення 2002—2003н.р.
5 учнів брали участь в обласному конкурсі — захисті науково-дослідницьких робіт учнів-членів МАН, де захищали свої роботи на 3-х відділеннях:
хіміко-біологічному, філології та мистецтвознавства, дві роботи отримали високу оцінку — ІІІ місце:
- «Життєвий і творчий шлях С. Горлача» — учениці 5-А класу Орєхової Наталі, керівник — Ларіонова Л. В.
- «Страшилки как жанр детского фольклора» — учениці 5-А класу Підгорної Анастасії, керівник — Бондаренко С. Г.

### Досягнення 2004—2005н.р.
Гімназисти взяли участь в обласних конкурсах:
- з української мови ім. П. Яцика, переможці та призери: Слугіна Ю., Каліберда Ю., Мандик І., Павленко М., Вишневецька Г., Підгорна А., Маринич К. (учителі — Лалак Г. Б., Прокопій М. М.);
- Всеукраїнському конкурсі творчих робіт «Мої права». Переможець районного етапу конкурсу у номінації «реферат» — Касьянов В. (учитель — Панасюк М. В.);
- Всеукраїнському конкурсі на найкращий літературний твір «Вірю в майбутнє твоє, Україно!». Переможець районного етапу у номінації «проза» — Оріхова Н. (учитель — Лалак Г. Б.), лауреати Саранча О., Підгорна А.

### Досягнення 2005−2006н.р. ІІ етап (районний)
53 переможців та призерів районного етапу

- І місце — 17 учнів
- ІІ місце — 28 учнів
- ІІІ місце — 8 учнів

### Досягнення 2005—2006н.р. ІІІ етап (обласний)
12 переможців та призерів обласного етапу 
- І місце — 2 учня
- ІІ місце — 5 учнів
- ІІІ місце — 5 учнів

Обласна конференція МАН

4 учасники очної форми проведення обласного етапу МАН

- І місце в обласному конкурсі «Модель школи» (…………………)

### Досягнення 2006—2007н.р. ІІ етап (районний)
58 переможців та призерів районного етапу

- І місце — 13 учнів,
- ІІ місце — 26 учнів,
- ІІІ місце — 19 учнів

### Досягнення 2006—2007н.р. ІІІ етап (обласний)
9 переможців та призерів обласного етапу

- ІІ місце — 1 учень,
- ІІІ місце — 8 учнів

Обласна конференція МАН 

6 учасників очної форми проведення обласного етапу МАН:

- 1 переможець — ІІІ місце

Всеукраїнський інтерактивний природничий конкурс «Колосок»:
- 8 переможців, дипломи «Золотий колосок»
- 9 дипломантів з окремих номінацій, дипломи «Срібний колосок»

Всеукраїнський інтерактивний фізичний конкурс «Левеня»:
- 3 переможця

Міжнародний математичний конкурс «Кенгуру»
- 11 призерів

Обласна еколого-краєзнавча експедиція «Зелена мережа Запоріжжя-2006», напрямок «Заповідне Запоріжжя»
- ІІІ місце (вч. Можна В. Г.)

Обласний конкурс «Найкраща модель учнівського самоврядування та програма діяльності» 
- І місце (Пед.-орг. Волошина О. І.) (грамота Запорізької обласної ради)

### Досягнення 2007—2008н.р. ІІ етап (районний)
59 переможців та призерів районного етапу
- І місце — 19 учнів,
- ІІ місце — 23 учні,
- ІІІ місце — 17 учнів

### Досягнення 2007—2008н.р. ІІІ етап (обласний)
8 переможців та призерів обласного етапу
- ІІ місце — 1 учень
- ІІІ місце — 7 учнів

Обласна конференція МАН

4 учасники очної форми проведення обласного етапу МАН
Творчі, інтелектуальні конкурси:
- Обласний етап Всеукраїнської акції «Рослини — рятівники від радіації» — І місце (вчитель — Волошина О. І.)(Грамота ЗОЦЕНТУМ);
- Обласний етап Всеукраїнського конкурсу учнівської творчості (шкільних літературних творів) — 1 лауреат;
- Обласний етап Всеукраїнського конкурсу творів образотворчого мистецтва «Безсмертний подвиг українського народу» — 1 переможець (Грамота ОблУОН);
- Обласний етап Всеукраїнського конкурсу науково-пошукових робіт школярів, студентів та педпрацівників «Голодомор 1932—1933 років. Україна пам'ятає» — 1 переможець (учитель — Гушуляк С. В.) (Грамота ОблУОН);
- Обласний огляд-конкурс «На найкращу організацію туристсько-краєзнавчої роботи з учнівською молоддю у 2007 р.» — ІІІ місце;
- Обласний етап міжнародного конкурсу «Вода і життя» — Грамота ОблУОН;
- Обласний етап Всеукраїнського конкурсу «Легенди рідного краю» — 1 переможець;
- Всеукраїнський інтерактивний природничий конкурс «Колосок» — 1 переможець, диплом «Золотий колосок» — … дипломантів з окремих номінацій, дипломи «Срібний колосок»;
- Всеукраїнський інтерактивний фізичний конкурс «Левеня» — 2 — «відмінний результат», 12 — «добрий»;
- Міжнародний математичний конкурс «Кенгуру» — … призерів.

## Модель системи учнівського самоврядування
Маючи дієву модель учнівського самоврядування, Веселівська районна різнопрофільна гімназія не тільки дає знання, а й виховує в дусі патріотизму, вчить добра, порядності. Це — реальний шлях, на якому наша гімназія долає соціально-культурні розриви між школою та реальним життям. Саме тому учнівський колектив сильний і організований, з чіткою системою самоврядування й відповідальністю перед учителями та батьками за своє навчання та свої вчинки.

Наш досвід є результатом плідної співпраці багатьох педагогів.

Таку систему учнівського самоврядування запроваджено в гімназії з моменту її заснування з 1993 року, оскільки вона доступна, мобільна, дозволяє раціонально використовувати час, засоби та витрати.

Організаційно-функціональна структура «Гімназичного братства» представлена в окремій збірці документів оформлених і поданих у 2007 році на обласний конкурс «Найкраща модель учнівського самоврядування». Діюча в гімназії модель учнівського самоврядування отримала визнання обласної комісії, і гімназія була нагороджена почесною грамотою Запорізької обласної ради за І місце (від 21 березня 2007 року наказ № 125-р)
Дана модель учнівського самоврядування повною мірою розкриває взаємозв'язки між органами учнівського самоврядування, нормативно-правову базу, що регулює функціонування нашої організації.

## Традиції гімназії
Традиції — це правила поведінки, котрі постійно виконуються людьми.
Від традицій сім'ї, класу, школи до традицій народу та держави. Проводячи традиційні свята ми ставимо перед собою ряд цілей та задач. Однією з форм позаурочної діяльності, якою опікується учнівське самоврядування, яка сприяє розвитку особистості учня є проведення традиційних гімназичних свят. Вони займають особливе місце в житті шкільного колективу. Як правило вони проходять відповідно до календарного плану:

Перший дзвоник, День вчителя, День гімназичного братства, Ломоносівські турніри, Новий рік, Вечір зустрічі з випускниками, День Святого Валентина, Бал «Біла акація», Останній Дзвоник, Випускний Бал.

Під час підготовки і проведення будь-якого традиційного свята учням створюються широкі можливості для самореалізації, що дає змогу здобувати навички самостійної поведінки, доброзичливого спілкування з людьми, готовності відповідати за свої вчинки та дії, а також сприяє формуванню в учнів почуття відповідальності за доручену справу, уміння спілкуватися з аудиторією, виховує комунікативність, тактовність, ввічливість. Формує життєвий досвід, виховує потребу створення радості успіху не тільки для себе, а й інших. І в цілому здійснюється розвиток дитини, як особистості, її фізичних, вольових, емоційних, творчих та мотиваційних сфер і життя стає цікавим та змістовним.